# Medusa T-40
Medusa T-40 (T-40) је професионални рачунар, производ фирме Medusa који је почео да се израђује у Швајцарској током 1995. године.
Користио је Motorola 68040 као централни микропроцесор а RAM меморија рачунара T-40 је имала капацитет од све до 128 MB на плочи - све до 4 GB са картицом за проширење.
Као оперативни систем кориштен је мало измјењени TOS 3.06.

## Детаљни подаци
Детаљнији подаци о рачунару T-40 су дати у табели испод.
|                       |                                                            |
| [ 1 ]                 |                                                            |
| Произвођач            |                                                            |
| Тип                   | професионални рачунар                                      |
| Меморија              | све до 128 на плочи - све до 4 GB са картицом за проширење |
| Поријекло             | Швајцарска                                                 |
| Година                | 1995                                                       |
| Тастатура             | 102 PC тастатура, или Atari TT тастатура са 83 тастера     |
| Процесор              |                                                            |
| Фреквенција процесора | 64                                                         |
| RAM                   | све до 128 на плочи - све до 4 GB са картицом за проширење |
| ROM                   | 512 све до 2 MB                                            |
| Текст                 |                                                            |
| Графика               | 6 модова                                                   |
| Боја                  | 4096                                                       |
| Звук                  | 3 гласа                                                    |
| Димензије             | 31,3 (ширина) x 26,5 (дубина) x 6,5 (висина) / 1,915       |
| Портови               |                                                            |
| Оперативни систем     | измјењени                                                  |